# Démographie de la Suisse
Cet article porte sur les caractéristiques démographiques de la population de la Suisse, y compris la densité de population, d'ethnie, du niveau d'éducation, de la santé de la population, du statut économique, des affiliations religieuses et d'autres aspects de la population.
Au 31 décembre 2014, la Suisse comptait 8 237 700 habitants dont 1 998 000 étrangers, ce qui équivaut à 23,8 % de la population résidente permanente. Après une décennie 1975-1984 de quasi-stagnation, la population du pays a repris sa tendance ascendante pour arriver en 2009 à un accroissement annuel de 1,1 %, malgré une fécondité (1,5) inférieure aux moyennes européenne et ouest-européenne et, qui plus est, de tendance plutôt stationnaire. En 2010, la Suisse comptait 23 % de personnes de nationalité étrangère.
Avec 78 200 naissances pour un solde migratoire de 65 600, l’immigration participe à 45 % de l'accroissement de la population. Le taux de natalité selon la nationalité de l'enfant est de 1,8 pour les étrangers contre 1,2 pour les enfants de nationalité suisse. En 2004, il y eut 73 082 naissances dont 53 680 enfants suisses pour 19 402 enfants étrangers, un quart des naissances sont donc des enfants étrangers.

## Population
Avec une population de 8 453 550 habitants en 2021, la Suisse se classe au 99e rang mondial par sa population. Sa densité de population est de 209,1 habitants par kilomètre carré. L'espérance de vie globale en Suisse à la naissance est de 85,6 ans pour les femmes et 81,9 ans pour les hommes, soit une moyenne de 83,03 ans pour la population totale. Le taux de fécondité de 1,58 enfant par mère est l'un des plus bas au monde. Le taux de natalité de la Suisse a continuellement dépassé son taux de mortalité depuis que des statistiques sont disponibles, en 1861. L'Office fédéral de la statistique prévoit que la population pourrait dépasser les 10 millions d'habitants d'ici 2050. La population de la Suisse augmente régulièrement ; en 1861 elle s'élevait à 2,5 millions d'habitants et elle a dépassé la barre des 3 millions en 1891. Les cap des 4, 5, 6, 7 et 8 millions d'habitants ont été atteints respectivement en 1926, 1955, 1967, 1994 et 2012. Depuis 1861, le taux d'accroissement naturel de la population n'a été négatif qu'en 1918, lorsqu'il a atteint −2 376. La même année, la population totale de la Suisse a connu une variation négative de 0,36 % ; la population a également baissé de 77 966 habitants entre 1975 et 1977.
Le graphique qui aurait dû être présenté ici ne peut pas être affiché car il utilise l'ancienne extension Graph, désactivée pour des questions de sécurité. Des indications pour créer un nouveau graphique avec la nouvelle extension Chart sont disponibles ici.

## Naissances et décès
En 2020, 85 914 naissances vivantes ont eu lieu en Suisse. L'âge moyen des mères mariées à la naissance de leur premier enfant est de 31,1 ans, l'âge moyen à la maternité étant de 32,2 ans. 27,7 % des naissances vient de couples hors mariage. La même année, 76 195 personnes sont décédées en Suisse, parmi lesquelles 37 625 hommes et 38 570 femmes. 48 680 décès ont eu lieu alors que la personne était agée de 80 ans ou plus, tandis que la part des 65 à 79 ans représente 18 724 décès. En 2018, les maladies cardiovasculaires et les tumeurs malignes étaient les principales causes de décès dans le pays, avec respectivement 20 596 et 17 360 décès. La même année, on a enregistré 3 920 morts violentes, dont 2 745 dues à des accidents. En 2020, le taux brut de natalité était de 9,9 pour mille, dépassant le taux de mortalité qui était de 8,8 pour mille. En 2019, le taux de mortalité infantile était de 3,3 pour mille.
Le graphique qui aurait dû être présenté ici ne peut pas être affiché car il utilise l'ancienne extension Graph, désactivée pour des questions de sécurité. Des indications pour créer un nouveau graphique avec la nouvelle extension Chart sont disponibles ici.

## Structure d'âge
Selon les chiffres de 2020, la population de la Suisse est dominée par le segment des 40-64 ans (35 %), tandis que la taille de la population de moins de 19 ans et de plus de 64 ans est relativement faible (19,9 % et 18,8 % respectivement). Le rapport de masculinité pour la population totale est de 0,985 homme par femme.
| Hommes  | Classe d’âge    | Femmes  |
| ------- | --------------- | ------- |
| 378     | 100 ans ou plus | 1 708   |
| 4 261   | 95-99 ans       | 13 288  |
| 23 271  | 90-94 ans       | 47 732  |
| 60 606  | 85-89 ans       | 94 712  |
| 111 838 | 80-84 ans       | 145 763 |
| 175 390 | 75-79 ans       | 193 522 |
| 188 593 | 70-74 ans       | 211 155 |
| 227 650 | 65-69 ans       | 240 419 |
| 289 741 | 60-64 ans       | 293 197 |
| 332 801 | 55-59 ans       | 328 796 |
| 314 058 | 50-54 ans       | 313 192 |
| 302 745 | 45-49 ans       | 300 809 |
| 322 037 | 40-44 ans       | 318 007 |
| 330 174 | 35-39 ans       | 323 680 |
| 325 940 | 30-34 ans       | 316 357 |
| 287 459 | 25-29 ans       | 274 212 |
| 243 617 | 20-24 ans       | 226 710 |
| 231 193 | 15-19 ans       | 213 854 |
| 232 739 | 10-14 ans       | 220 620 |
| 236 158 | 5-9 ans         | 223 808 |
| 220 883 | 0-4 ans         | 209 185 |

## Répartition de la population
L'Office fédéral de la statistique regroupe les cantons en sept zones géographiques : la région lémanique (Vaud, Valais et Genève ; 1 668 471 habitants au 31 décembre 2020), l'Espace Mittelland (Berne, Fribourg, Soleure, Neuchâtel et Jura ; 1 894 879 habitants), la Suisse du Nord-Ouest (Bâle-Ville, Bâle-Campagne et Argovie ; 1 181 397 habitants), le canton de Zurich (1 552 984 habitants), la Suisse orientale (Glaris, Schaffhouse, Appenzell Rhodes-Extérieures, Appenzell Rhodes-Intérieures, Saint-Gall, Grisons et Thurgovie ; 1 192 827 habitants), la Suisse centrale (Lucerne, Uri, Schwytz, Obwald, Nidwald et Zoug ; 825 605 habitants) et le canton du Tessin (350 925 habitants). Toutes ces régions ont connu une variation positive de leur population en 2019, à l'exception du Tessin, dont la population a baissé de 0,2 % principalement à cause d'un accroissement naturel négatif.
En 2020, les cantons les plus peuplés sont Zurich (1 552 984 habitants), Berne (1 042 516 habitants), Vaud (814 075 habitants), Argovie (693 852 habitants), Saint-Gall (514 379 habitants) et Genève (506 078 habitants). Les cantons les moins peuplés sont quant à eux Appenzell Rhodes-Intérieures (16 291 habitants), Uri (36 811 habitants), Obwald (38 099 habitants) et Nidwald (43 505 habitants). En termes de densité de population, selon les chiffres de 2018, Bâle-Ville est première avec 5 267 habitants par km2, suivi de Genève (1 769 hab/km2) et Zurich (880 hab/km2). Les Grisons ont la plus petite densité avec 28 habitants par km2.
Le graphique qui aurait dû être présenté ici ne peut pas être affiché car il utilise l'ancienne extension Graph, désactivée pour des questions de sécurité. Des indications pour créer un nouveau graphique avec la nouvelle extension Chart sont disponibles ici.

## Répartition linguistique

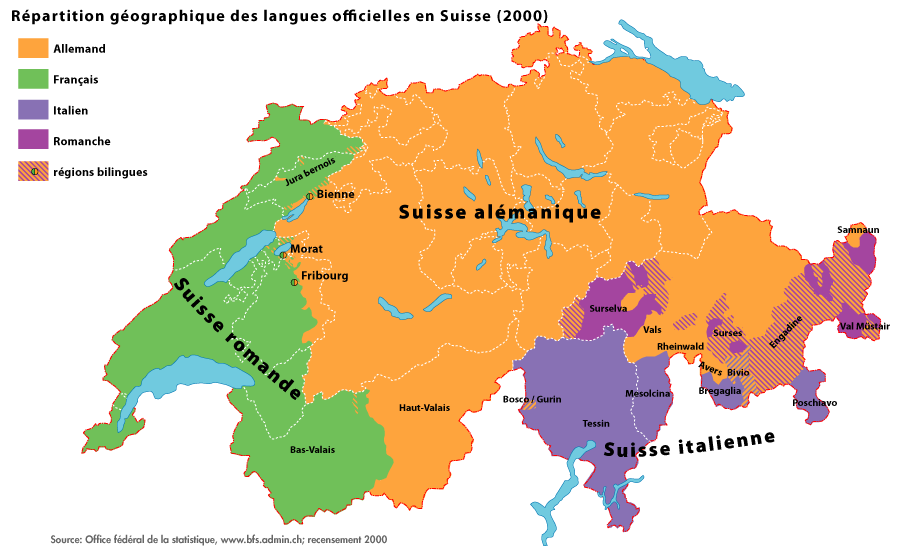
Répartition géographique des langues en Suisse.

La Suisse est à la croisée de plusieurs grands pays européens qui ont influencé ses langues et ses cultures. Elle a quatre langues nationales : l'allemand, le français et l'italien, toutes trois langues officielles, ainsi que le romanche, qui n'est que partiellement langue officielle.
L'allemand (63,7 % au recensement de l'année 2000) est parlé sur la plus grande partie du territoire, sauf à l'ouest où l'on parle français (22,5 %), au sud-est où l'on parle italien (6,5 %) et romanche pour une petite minorité (0,5 %) disséminée dans le sud-est et le sud-ouest du canton des Grisons. À cette date, 9 % des résidents parlaient une langue non nationale.
L'allemand est la langue la plus répandue. 17 cantons suisses sur 26 sont unilingues allemands. La population germanophone parle généralement l'un des nombreux dialectes suisses allemands ou Schwyzerdütsch, lesquels jouissent d'une grande valorisation sociale, y compris dans les centres urbains. L'usage de l'allemand standard — Hochdeutsch ou « bon allemand » — est limité aux situations les plus formelles. Dans le milieu scolaire, afin d'élever le niveau d'allemand des élèves qui généralement préfèrent parler le dialecte, plusieurs cantons alémaniques (dont Zurich, Schwytz, Uri et Zoug) ont imposé l'usage systématique du Hochdeutsch, et les professeurs sont tenus de s'exprimer exclusivement dans cette langue.
Le français est parlé dans l'ouest du pays, région généralement appelée Suisse romande. Quatre cantons sont unilingues français (Genève, Jura, Neuchâtel et Vaud) tandis que trois sont officiellement bilingues français-allemand (Fribourg, Valais et Berne). Les dialectes arpitans sont encore pratiqués très localement (sauf dans le canton du Jura qui appartient à l'aire des langues d'oïl), notamment en Valais et dans le canton de Fribourg, mais ils ont presque disparu dans l'usage quotidien.
Quant à l'italien, il est parlé dans le canton du Tessin (Ticino en italien) et quelques vallées méridionales des Grisons. L'usage du dialecte tessinois, apparenté aux parlers lombards, y demeure très vivant.

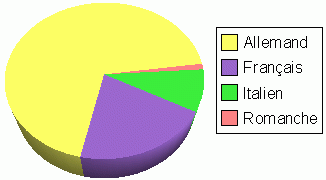
Diagramme des langues nationales en Suisse.

Le romanche n'a pas le même statut que l'allemand, le français et l'italien. Selon l'alinéa 1 de l'article 70 de la Constitution fédérale, les langues officielles de la Confédération sont l'allemand, le français et l'italien. Le romanche est aussi langue officielle pour les rapports que la Confédération entretient avec les personnes de langue romanche.
L'anglais est parfois utilisé dans le monde du travail, y compris par l'administration. Il n'a pas de reconnaissance officielle. Enfin le latin sert parfois lorsqu'il faut désigner dans une seule langue des institutions suisses : Confœderatio helvetica (CH), Pro Helvetia, Pro Natura, Pro Infirmis, etc.
La majorité des formations supérieures ne sont enseignées que dans deux langues (allemand et français), dans une seule (allemand pour la formation de vétérinaire) ou encore ont lieu dans plusieurs langues mélangées : professeurs et étudiants parlent leur langue maternelle (diplôme d'expert en assurances de pensions).

### Cantons et villes multilingues
La Suisse compte quatre cantons multilingues, dont trois sont bilingues français-allemand, le dernier, les Grisons, étant trilingue allemand-romanche-italien.
| Canton   | Recensement | Population totale | Allemand | Français | Italien | Romanche |
| -------- | ----------- | ----------------- | -------- | -------- | ------- | -------- |
| Valais   | 1990        | 249 817           | 73 342   | 149 178  | 7 528   | 125      |
|          | 2000        | 272 399           | 77 255   | 171 129  | 5 987   | 114      |
| Fribourg | 1990        | 213 571           | 63 347   | 130 199  | 3 970   | 117      |
|          | 2000        | 241 706           | 70 611   | 152 766  | 3 100   | 131      |
| Berne    | 1990        | 943 126           | 789 653  | 74 022   | 25 734  | 867      |
|          | 2000        | 957 197           | 804 190  | 72 646   | 18 908  | 688      |
| Grisons  | 1990        | 173 890           | 113 611  | 847      | 19 190  | 29 679   |
|          | 2000        | 187 058           | 127 755  | 961      | 19 106  | 27 038   |

Dans les cantons de Valais et de Fribourg, on constate une forte progression du nombre de locuteurs francophones, liée à l'assimilation culturelle de nombreux immigrants (Fribourg : + 17,3 % de francophones en 10 ans). L'allemand y progresse également, mais à un rythme nettement moins élevé (Fribourg : + 11,5 %). Dans le canton de Berne, assez peu dynamique démographiquement, le français perd au contraire près de 2 % de ses locuteurs, tandis que l'allemand progresse avec le même pourcentage.
Enfin dans les Grisons, le romanche continue à se replier au bénéfice de l'allemand (-8,9 %), tandis que l'italien stagne.
La Suisse compte deux villes bilingues français-allemand importantes, dont voici la situation linguistique aux mêmes dates :
| Ville    | Recensement | Population totale | Allemand | Français |
| -------- | ----------- | ----------------- | -------- | -------- |
| Fribourg | 1990        | 36 355            | 8 288    | 21 240   |
|          | 2000        | 35 547            | 7 520    | 22 603   |
| Bienne   | 1990        | 51 893            | 27 510   | 15 906   |
|          | 2000        | 48 655            | 26 957   | 13 695   |

Entre les deux recensements, c'est le français qui progresse à Fribourg, mais l'allemand gagne du terrain à Bienne où les francophones passent de 30,6 % à 28,1 %. À noter que dans les deux cas la population totale est en léger déclin.

## Immigration
En 2001, 2,1 millions d’immigrés et de descendants d’immigrés de 15 ans ou plus vivaient en Suisse. Si l’on y ajoute les quelque 300 000 enfants de moins de 15 ans, cette population représentait environ 2,4 millions de personnes, soit 33 % de la population résidante permanente en Suisse: ce chiffre étant composé de deux tiers par les immigrés et d'un tiers par leurs descendants.
La Suisse est également le pays en Europe, après le Luxembourg, qui compte proportionnellement en 2008 le plus de personnes issues de l'immigration (1re et 2e générations) parmi les personnes âgées de 25 à 54 ans avec 31,1 % d'immigrés et 15,3 % d'enfants d'au moins un immigré, soit un total de 46,4 %, loin devant la France (26,6 %), la Suède (25,8 %), l'Irlande (25,4 %), l'Autriche (25,3 %), le Royaume-Uni (24,4 %), les Pays-Bas (23,5 %), la Belgique (22,9 %), l'Allemagne (21,9 %) et l'Espagne (20,2 %).
Dans un rapport de 2007, Doudou Diène, le Rapporteur spécial de l'ONU sur les formes contemporaines de racisme, de discrimination raciale, de xénophobie et de l’intolérance qui y est associée, a constaté une dynamique raciste et xénophobe en Suisse. Selon ce document, les étrangers européens du sud-est ainsi que les extra-européens seraient les plus touchés. Le Conseil fédéral a pris note du rapport et a déclaré « qu’on ne peut pas, à partir de cas particuliers, tirer des conclusions générales quant à l’existence « d’une dynamique de racisme et de xénophobie en Suisse » comme le dit le rapport de l’ONU ». Une étude conduite en 2006 par l’Université de Genève avec le soutien du FNS a toutefois révélé que plus de 50 % des personnes interrogées ont des idées xénophobes. Même si 90 % n'approuvent pas l'extrémisme de droite, 77 % voudraient que les étrangers soient mieux intégrés et 55 % voudraient une naturalisation facilitée. Il faut également noter que dans certains cantons, le droit de vote est accordé aux étrangers sur le plan communal et cantonal. La disposition constitutionnelle leur donne parfois même le droit d’éligibilité.

### Immigrés selon leur pays d'origine

#### Pays voisins
Le graphique qui aurait dû être présenté ici ne peut pas être affiché car il utilise l'ancienne extension Graph, désactivée pour des questions de sécurité. Des indications pour créer un nouveau graphique avec la nouvelle extension Chart sont disponibles ici.

#### Autres pays européens
Le graphique qui aurait dû être présenté ici ne peut pas être affiché car il utilise l'ancienne extension Graph, désactivée pour des questions de sécurité. Des indications pour créer un nouveau graphique avec la nouvelle extension Chart sont disponibles ici.

#### Yougoslavie et son territoire
Le graphique qui aurait dû être présenté ici ne peut pas être affiché car il utilise l'ancienne extension Graph, désactivée pour des questions de sécurité. Des indications pour créer un nouveau graphique avec la nouvelle extension Chart sont disponibles ici.

#### Apatrides
Le graphique qui aurait dû être présenté ici ne peut pas être affiché car il utilise l'ancienne extension Graph, désactivée pour des questions de sécurité. Des indications pour créer un nouveau graphique avec la nouvelle extension Chart sont disponibles ici.

### Immigrés selon leur continent d'origine
Le graphique qui aurait dû être présenté ici ne peut pas être affiché car il utilise l'ancienne extension Graph, désactivée pour des questions de sécurité. Des indications pour créer un nouveau graphique avec la nouvelle extension Chart sont disponibles ici.

## Répartition selon la nationalité
Début 2007, la Suisse comptait 7 508 739 habitants dont 1 554 527 étrangers (soit 20,7 %). La proportion d'étranger vivant en Suisse est à mettre en perspective avec les règles de naturalisation :
- 20 % des étrangers sont nés en Suisse, la Suisse ne reconnaissant pas le droit du sol.
- Il faut résider douze ans dans le pays avant de pouvoir faire une demande de naturalisation.
- les étrangers vivant en Suisse depuis moins de cinq ans représentent donc environ 6 % de la population.

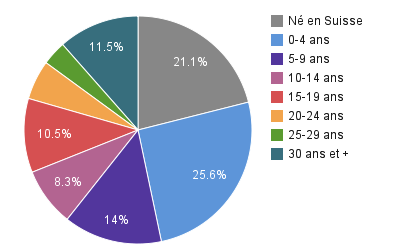
Proportion des étrangers par durée de résidence en 2009.

En 2003, 21,7 % de la population était étrangère soit 1,624 million de personnes. Parmi celles-ci, 1,48 million étaient des immigrés de la 1re génération. Les étrangers de la 2e génération (avec un de leurs parents né en Suisse) représentaient 126 000 personnes et ceux de la 3e génération 14 000.
Près de 10 % de la population suisse a été naturalisée.
Fin 2004, il y avait en Suisse 1 639 100 étrangers, dont 238 800 extra européens, soit 15 000 de plus qu'un an auparavant. Les groupes les plus importants étaient les Italiens (307 700) et les Kosovars (211 300).
En 2004, 35 700 étrangers ont acquis la nationalité suisse. Ils étaient 46 500 en 2006
- Les unions mixtes (Suisse-étrangère ou Suissesse-étranger) sont nombreuses. En 2004, il y a eu 14 000 mariages mixtes, soit 35,5 % des mariages. Le mariage ne donne pas la nationalité Suisse au conjoint étranger.
- Sur 73 100 naissances comptabilisées, 29 700 soit 40,6 % comptaient au moins un parent étranger.
- Le taux de fécondité des Suissesses était en 2004 de 1,26 enfant par femme, contre 1,89 pour les femmes étrangères. Pour la totalité des femmes résidantes, ce taux était de 1,42 enfant.

Sur 1,639 million d'étrangers, 875 200 sont des hommes (53,4 %) et 763 900 des femmes (46,6 %). 391 300 étrangers ont moins de 20 ans, soit 23,9 %, tandis que 102 800 d'entre eux ont plus de 65 ans (6,3 %). 69,9 % des étrangers sont en âge de travailler (20-64 ans). Enfin c'est la classe d'âge des 20-39 ans qui compte le plus grand nombre de personnes.

### Naissances selon la nationalité de l'enfant
Dans les chiffres suivants, les enfants turcs sont considérés comme européens.
| Nationalité       | 1999   | 2000   | 2001   | 2002   | 2003   | 2004   | 2005   | 2006   | 2007   | 2008   | Fécondité 2004 |
| ----------------- | ------ | ------ | ------ | ------ | ------ | ------ | ------ | ------ | ------ | ------ | -------------- |
| Total naissances  | 78 408 | 78 458 | 72 295 | 72 372 | 71 848 | 73 082 | 72 903 | 73 371 | 74 494 | 76 691 | 1,42           |
| Suisses           | 56 729 | 56 885 | 53 751 | 53 214 | 52 431 | 53 680 | 53 722 | 54 490 | 55 818 | 57 086 | 1,26           |
| Étrangers         | 21 679 | 21 573 | 18 544 | 19 158 | 19 417 | 19 402 | 19 181 | 18 881 | 18 676 | 19 605 | 1,89           |
| Europe            | 18 290 | 17 963 | 15 870 | 16 053 | 15 983 | 15 980 |        |        |        |        | 1,81           |
| Afrique           | 991    | 1 043  | 717    | 747    | 836    | 874    |        |        |        |        | 2,66           |
| Amérique          | 438    | 485    | 504    | 502    | 538    | 822    |        |        |        |        | 1,98           |
| Asie              | 1 933  | 2 049  | 1 414  | 1 802  | 2 002  | 1 858  |        |        |        |        | 2,20           |
| Océanie           | 27     | 33     | 38     | 52     | 54     | 65     |        |        |        |        | 2,41           |
| Inconnu/apatrides | 0      | 0      | 1      | 2      | 4      | 3      |        |        |        |        | 2,28           |

### Naissances par nationalité de la mère
|                                   | 2015   | 2016   | 2017   | 2018   | 2019   | 2020   | 2021   | 2022   | 2023   | 2024   |
| --------------------------------- | ------ | ------ | ------ | ------ | ------ | ------ | ------ | ------ | ------ | ------ |
| Naissances totales                | 86 559 | 87 883 | 87 381 | 87 851 | 86 172 | 85 914 | 89 644 | 82 371 | 80 024 | 78 256 |
| Suisse                            | 52 213 | 52 343 | 51 985 | 52 580 | 51 790 | 51 978 | 54 704 | 49 873 | 47 771 | 46 518 |
| Total Naissances mères étrangères | 34 346 | 35 540 | 35 396 | 35 271 | 34 832 | 33 936 | 34 940 | 32 498 | 32 253 | 31 738 |
| Allemagne                         | 4 785  | 4 923  | 4 809  | 4 692  | 4 479  | 4 366  | 4 585  | 4 025  | 3 740  | 3 690  |
| Italie                            | 2 298  | 2 421  | 2 418  | 2 598  | 2 618  | 2 729  | 2 915  | 2 776  | 2 785  | 2 828  |
| Portugal                          | 3 470  | 3 553  | 3 491  | 3 309  | 3 208  | 3 039  | 2 992  | 2 790  | 2 708  | 2 511  |
| Kosovo                            | 2 852  | 2 918  | 2 790  | 2 749  | 2 773  | 2 777  | 2 703  | 2 418  | 2 381  | 2 300  |
| France                            | 1 951  | 2 003  | 2 028  | 2 135  | 2 192  | 2 235  | 2 367  | 2 254  | 2 057  | 2 260  |
| Macédoine du Nord                 | 1 530  | 1 604  | 1 477  | 1 513  | 1 515  | 1 407  | 1 552  | 1 353  | 1 353  | 1 330  |
| Érythrée                          | 807    | 1 054  | 1 193  | 1 206  | 1 157  | 1 190  | 1 169  | 1 096  | 1 083  | 1 018  |
| Espagne                           | 955    | 916    | 1 040  | 972    | 938    | 895    | 983    | 905    | 939    | 866    |
| Serbie                            | 1 213  | 1 191  | 1 150  | 1 169  | 1 062  | 1 024  | 994    | 920    | 851    | 852    |
| Turquie                           | 1 086  | 1 083  | 1 014  | 974    | 889    | 837    | 872    | 757    | 816    | 796    |
| Pologne                           | 609    | 623    | 664    | 697    | 699    | 663    | 784    | 686    | 712    | 654    |
| Roumanie                          | 350    | 422    | 418    | 433    | 506    | 495    | 604    | 571    | 610    | 640    |
| Ukraine                           |        |        |        |        | 217    | 198    | 222    | 227    | 489    | 604    |
| Autriche                          | 482    | 455    | 522    | 494    | 523    | 541    | 574    | 511    | 515    | 534    |
| Syrie                             |        |        |        |        | 486    | 498    | 516    | 477    | 539    | 513    |

### Principales nationalités étrangères en Suisse
| Nationalités                     | Nombre 12/2013 | Nombre 09/2017 | Nombre 03/2022 | Nombre 03/2023 | Nombre 03/2024 | Nombre 03/2025 |
| -------------------------------- | -------------- | -------------- | -------------- | -------------- | -------------- | -------------- |
| Total                            | 1 937 447      | 2 047 684      | 2 207 107      | 2 263 466      | 2 327 459      | 2 384 140      |
| Italie                           | 298 875        | 319 329        | 333 001        | 337 972        | 343 817        | 348 306        |
| Allemagne                        | 292 291        | 305 657        | 314 660        | 320 411        | 327 476        | 334 111        |
| Portugal                         | 253 227        | 269 143        | 259 647        | 258 953        | 261 661        | 264 355        |
| France                           | 110 103        | 129 650        | 154 263        | 159 838        | 167 130        | 175 757        |
| Kosovo                           | 86 976         | 112 243        | 115 921        | 116 235        | 116 842        | 117 350        |
| Espagne                          | 75 333         | 83 726         | 90 330         | 93 594         | 97 560         | 101 905        |
| Turquie                          | 70 440         | 67 633         | 68 581         | 69 648         | 71 573         | 73 236         |
| Macédoine du Nord                | 62 633         | 65 823         | 68 796         | 69 431         | 70 152         | 70 635         |
| Serbie                           | 90 704         | 63 510         | 58 459         | 57 466         | 56 618         | 55 584         |
| Pologne                          | 18 116         | 28 610         | 39 304         | 43 536         | 47 332         | 49 412         |
| Autriche                         | 39 494         | 42 463         | 45 464         | 46 481         | 47 657         | 48 421         |
| Roumanie                         | 10 059         | 15 239         | 27 299         | 31 771         | 35 841         | 38 921         |
| Royaume-Uni                      | 40 898         | 40 979         | 41 121         | 39 682         | 38 577         | 37 482         |
| Érythrée                         | 16 584         | 22 326         | 33 032         | 34 315         | 35 780         | 37 339         |
| Croatie                          | 30 471         | 28 751         | 28 800         | 31 290         | 32 241         | 33 321         |
| Hongrie                          | 11 596         | 20 937         | 26 673         | 28 467         | 30 416         | 31 331         |
| Sri Lanka                        | 27 074         | 25 883         | 26 788         | 26 929         | 27 215         | 27 260         |
| Bosnie-Herzégovine               | 33 002         | 30 438         | 27 920         | 27 473         | 27 044         | 26 614         |
| Brésil                           | 19 243         | 20 113         | 22 723         | 23 354         | 24 166         | 24 723         |
| Afghanistan                      |                |                | 10 710         | 13 737         | 17 986         | 23 901         |
| Pays-Bas                         | 20 144         | 21 006         | 22 044         | 22 361         | 22 534         | 22 795         |
| Syrie                            |                | 7 724          | 17 031         | 19 121         | 20 981         | 22 581         |
| Slovaquie                        | 9 726          | 15 693         | 19 824         | 20 961         | 21 831         | 22 121         |
| Grèce                            | 9 788          | 12 964         | 17 986         | 19 401         | 20 814         | 21 995         |
| Chine                            | 14 777         | 14 588         | 18 486         | 19 696         | 20 591         | 21 273         |
| Bulgarie                         | 5 167          | 8 800          | 14 922         | 16 609         | 18 077         | 18 918         |
| États-Unis                       | 19 784         | 17 353         | 18 273         | 18 504         | 18 459         | 18 589         |
| Inde                             | 12 129         | 13 547         | 16 239         | 17 243         | 17 869         | 18 284         |
| Belgique                         | 12 091         | 13 022         | 14 486         | 15 040         | 15 672         | 16 390         |
| Russie                           | 14 617         | 13 705         | 15 141         | 15 795         | 15 802         | 15 501         |
| République tchèque               | 6 219          | 8 118          | 9 747          | 10 281         | 10 743         | 11 088         |
| Thaïlande                        | 8 889          | 9 322          | 9 736          | 9 897          | 10 024         | 10 115         |
| Slovénie                         |                | 6 329          | 8 733          | 9 093          | 9 438          | 9 632          |
| Suède                            | 7 949          | 7 772          | 8 449          | 8 749          | 9 141          | 9 542          |
| Maroc                            | 7 534          | 7 316          | 7 760          | 8 043          | 8 315          | 8 623          |
| Tunisie                          | 7 113          | 7 480          | 7 849          | 7 993          | 8 259          | 8 405          |
| Ukraine                          | 5 789          | 6 287          | 6 956          | 7 146          | 7 309          | 7 508          |
| Irak                             | 7 185          | 5 624          | 6 274          | 6 609          | 6 974          | 7 241          |
| Somalie                          |                |                | 5 842          | 6 268          | 6 564          | 6 837          |
| Philippines                      |                |                | 5 740          | 6 019          | 6 360          | 6 574          |
| Irlande                          |                |                | 5 369          | 5 795          | 6 202          | 6 561          |
| Canada                           | 6 888          | 6 076          | 6 125          | 6 222          | 6 270          | 6 314          |
| Colombie                         |                |                | 5 300          | 5 587          | 5 848          | 6 185          |
| Iran                             |                |                | 5 130          | 5 300          | 5 614          | 5 911          |
| République dominicaine           | 5 828          | 5 918          | 5 715          | 5 646          | 5 702          | 5 709          |
| Japon                            |                | 5 138          | 5 492          | 5 538          | 5 600          | 5 644          |
| République démocratique du Congo | 5 670          | 5 184          | 5 319          | 5 383          | 5 483          | 5 582          |

### Acquisition de la nationalité Suisse selon le pays d'origine
| Nationalités      | Nombre 2014 | Nombre 2015 | Nombre 2016 | Nombre 2017 | Nombre 2018 | Nombre 2019 | Nombre 2020 |
| ----------------- | ----------- | ----------- | ----------- | ----------- | ----------- | ----------- | ----------- |
| Total             | 32 836      | 40 689      | 42 937      | 44 949      | 42 493      | 41 127      | 34 141      |
| Allemagne         | 4 037       | 5 205       | 4 725       | 5 998       | 6 136       | 6 663       | 6 947       |
| Italie            | 4 456       | 5 436       | 5 205       | 5 862       | 5 066       | 5 014       | 3 957       |
| France            | 1 731       | 2 563       | 3 233       | 3 010       | 2 852       | 2 773       | 2 741       |
| Kosovo            | 2 622       | 3 121       | 3 325       | 3 474       | 3 444       | 3 365       | 2 668       |
| Portugal          | 2 447       | 3 537       | 4 020       | 3 919       | 3 285       | 2 816       | 2 008       |
| Turquie           | 1 369       | 1 800       | 1 760       | 1 785       | 1 644       | 1 830       | 1 378       |
| Macédoine du Nord | 1 279       | 1 297       | 1 545       | 1 700       | 1 606       | 1 732       | 1 272       |
| Serbie            | 1 839       | 1 655       | 1 582       | 1 514       | 1 440       | 1 421       | 1 069       |
| Espagne           | 1 067       | 1 482       | 1 614       | 1 609       | 1 460       | 1 314       | 995         |

### Répartition de la population selon la multinationalité en Suisse entre 2014 et 2016
| Canton        | Nationalité suisse uniquement | Multinationalité (dont suisse) | Etrangers uniquement |
| ------------- | ----------------------------- | ------------------------------ | -------------------- |
| Zurich        | 59,4 %                        | 14,6 %                         | 26,0 %               |
| Zoug          | 63,1 %                        | 10,9 %                         | 26,0 %               |
| Bâle-Ville    | 51,4 %                        | 14,0 %                         | 34,7 %               |
| Bâle-Campagne | 67,8 %                        | 11,2 %                         | 21,0 %               |
| Schaffhouse   | 63,7 %                        | 11,4 %                         | 24,9 %               |
| Argovie       | 66,6 %                        | 9,8 %                          | 23,6 %               |
| Tessin        | 51,7 %                        | 20,2 %                         | 28,1 %               |
| Vaud          | 49,8 %                        | 17,8 %                         | 32,4 %               |
| Valais        | 67,1 %                        | 11,1 %                         | 21,8 %               |
| Neuchâtel     | 56,4 %                        | 18,3 %                         | 25,4 %               |
| Genève        | 35,8 %                        | 27,1 %                         | 37,1 %               |
| Jura          | 74,6 %                        | 11,4 %                         | 14,0 %               |
| Suisse        | 63,6 %                        | 12,5 %                         | 23,9 %               |

## Répartition religieuse
En 1941, la répartition religieuse était de 60 % de l'Église évangélique réformée (47 % germanophones et 13 % francophones), de 38 % de catholiques (28 % de germanophones, 7 % de francophones et 3 % d'italophones) et de 1 à 2 % d'autres. Mais depuis, les choses ont profondément évolué, et continuent de le faire.
Voici, extraits des 4 derniers recensements, l'appartenance religieuse pour les confessions principales, telle qu'elle était affirmée par les personnes résidantes, Suisses et étrangers confondus :
| Religions            |  | 1970      | % des résidents |  | 1980      | % des résidents |  | 1990      | % des résidents |  | 2000      | % des résidents |
| -------------------- |  | --------- | --------------- |  | --------- | --------------- |  | --------- | --------------- |  | --------- | --------------- |
| Catholiques          |  | 3 096 654 | 49,39           |  | 3 030 069 | 47,60           |  | 3 172 321 | 46,15           |  | 3 047 997 | 41,82           |
| Protestants réformés |  | 2 910 461 | 46,42           |  | 2 792 616 | 43,87           |  | 2 646 723 | 38,51           |  | 2 408 049 | 33,04           |
| Musulmans            |  | 16 353    | 0,26            |  | 56 625    | 0,89            |  | 152 217   | 2,21            |  | 310 807   | 4,26            |
| Orthodoxes           |  | 20 967    | 0,33            |  | 37 203    | 0,58            |  | 71 501    | 1,04            |  | 131 851   | 1,81            |
| Israélites           |  | 20 744    | 0,33            |  | 18 330    | 0,29            |  | 17 577    | 0,26            |  | 17 914    | 0,25            |
| Sans religion        |  | 71 579    | 1,14            |  | 241 551   | 3,79            |  | 510 927   | 7,43            |  | 809 838   | 11,11           |
| Sans indication      |  | 24 287    | 0,39            |  | 69 097    | 1,09            |  | 101 899   | 1,48            |  | 315 766   | 4,33            |
| Total Suisse         |  | 6 269 783 |                 |  | 6 365 960 |                 |  | 6 873 687 |                 |  | 7 288 010 |                 |

La baisse des membres des Églises évangéliques réformées est continue. Jadis majoritaires en Suisse, ils constituaient un tiers des résidents en 2000 et avaient perdu un demi-million de fidèles en 30 ans. Les causes en sont le passage à d'autres communautés chrétiennes, leur basse fécondité ainsi que la baisse des croyances religieuses généralisée qui a entrainé une partie d'anciens fidèles à se déclarer sans-religion ou à refuser d'indiquer une confession quelconque.
Longtemps la hausse du nombre des catholiques fut soutenue par l'intense immigration originaire d'Italie, du Portugal et d'Espagne entre autres. Depuis 1990, on constate désormais une baisse des résidents se reconnaissant catholiques. Cela au bénéfice des catégories sans religion, sans indication et accessoirement des Témoins de Jehovah, assez nombreux parmi les italophones traditionnellement catholiques. Les effets de la baisse de la natalité commencent également à se faire sentir parmi les membres de cette Église.
Les musulmans ont plus que décuplé leurs effectifs en moins de 30 ans, avant tout sous l'effet d'une intense migration. Plus de 88 % sont de nationalité étrangère : 56,4 % d'entre eux sont des ressortissants des pays de l'ex-Yougoslavie et 20,2 % de la Turquie.
71 500 personnes se déclarent sans-religion en 1970 (un peu plus de 1 %) alors que 30 ans plus tard, elles forment plus de 11 % de la population suisse.
Autres confessions :
| Confessions                  | 1970   | % des résidents |  | 2000    | % des résidents |
| ---------------------------- | ------ | --------------- |  | ------- | --------------- |
| Méthodistes                  | 10 861 | 0,17            |  | 8 411   | 0,12            |
| Église néoapostolique        | 30 832 | 0,49            |  | 27 781  | 0,38            |
| Témoins de Jehovah           | 10 369 | 0,17            |  | 20 330  | 0,28            |
| Autres protestants           | 26 084 | 0,42            |  | 104 553 | 1,44            |
| Église catholique-chrétienne | 20 268 | 0,32            |  | 13 312  | 0,18            |
| Autres chrétiens             | 3 087  | 0,05            |  | 14 385  | 0,20            |
| Bouddhistes                  |        |                 |  | 21 305  | 0,29            |
| Hindous                      |        |                 |  | 27 839  | 0,38            |

## Structure urbaine

### Quelques définitions
Agglomération
Selon l'Office fédéral du développement territorial, en Suisse est considéré comme agglomération un ensemble d'au minimum 20 000 habitants formé par la réunion des territoires de communes urbaines adjacentes. Une agglomération se constitue d'une ville centre et éventuellement d'autres communes dans la zone centrale ainsi qu'un ensemble de communes ayant un lien fonctionnel avec la zone centre. Pour qu'une commune soit considérée comme faisant partie d'une agglomération elle doit répondre à trois des cinq conditions suivantes :
- Lien de continuité avec la ville-centre de l’agglomération ;
- Densité élevée de population et d’emplois ;
- Évolution démographique supérieure à la moyenne ;
- Secteur agricole peu développé ;
- Interdépendance prononcée de pendulaires avec la ville-centre et, suivant les cas avec d’autres communes de la zone-centre.

L'Office fédéral du développement territorial découpe les agglomérations en trois types, selon le nombre d'habitants qu'elles comportent : les petites agglomérations de 20 000 à 49 999 habitants, les moyennes agglomérations de 50 000 à 249 999 habitants et les grandes agglomérations avec une population supérieure à 250 000 habitants.
Ville
Avant 2015, on parlait de ville pour désigner une commune de plus de 10 000 habitants.
Ville isolée
Avant 2015, on parlait de ville isolée pour désigner une commune de plus de 10 000, mais ne faisant pas partie d'agglomération.